# بدراق نوري (كتول)
بدراق نوري (بالفارسية: بدراق‌نوری) هي قرية تقع في إيران في قسم کتول الریفي. يقدر عدد سكانها بـ 2,039 نسمة .